# NGC 6687
NGC 6687 је спирална галаксија у сазвежђу Змај која се налази на NGC листи објеката дубоког неба.
Деклинација објекта је + 59° 38' 35" а ректасцензија 18h 37m 22,0s. Привидна величина (магнитуда) објекта NGC 6687 износи 13,9 а фотографска магнитуда 14,6. NGC 6687 је још познат и под ознакама UGC 11309, MCG 10-26-46, CGCG 301-34, PGC 62144.